# AR Scorpii
AR Scorpii ist ein veränderliches Doppelsternsystem bestehend aus einem Weißen Zwerg und einem Roten Zwerg im Sternbild Skorpion. Es befindet sich in einer Entfernung von etwa 384 Lichtjahren. Ursprünglich hielt man das System für einen veränderlichen Delta-Scuti-Einzelstern. Erst durch Amateurastronomen wurde erkannt, dass es sich dabei um etwas besonderes handelt, worauf das System genauer untersucht wurde. Entsprechend wurde die Doppelsternnatur erst im Jahre 2016 entdeckt.

## Eigenschaften
Der Weiße Zwerg rotiert alle 118 Sekunden um seine Achse und sendet (ähnlich einem Pulsar) Radiowellen, wodurch er als erster Weißer Zwergpulsar bezeichnet werden kann. Er besitzt ein Magnetfeld mit einer magnetischen Flussdichte von etwa 50 Kilotesla. Der Rote Zwerg leuchtet (aufgrund der Strahlung des Weißen Zwergs) alle 3,55 Stunden auf.